# Culture dans le Tarn
La culture dans le Tarn est un reflet de l'histoire patrimoniale du département du Tarn, mais aussi du dynamisme de ses habitants à organiser des festivals.

## Arts

### Sculpture et peinture
Henri de Toulouse-Lautrec est une figure emblématique de la culture du département. Albi abrite sa maison natale et le musée Toulouse-Lautrec. A Lisle-sur-Tarn, un musée rend hommage à Raymond Lafage, enfant du pays.
La sculpture est abondamment utilisée pour orner les places. À Albi, La Pérouse trône avec des ancres de marine sur la place à laquelle il a donné son nom. A Castres et Carmaux, c'est Jean Jaurès qui est mis sur un piédestal, comme Hautpoul à Gaillac.

### Théâtre

#### Festival
L'Été de Vaour, créé en 1986.

### Cinéma

#### Films tournés dans le Tarn
Liste de films tournés dans le Tarn